# Enzo Casertano
Enzo Casertano (Napoli, 25 luglio 1970) è un attore italiano.

## Filmografia

### Cinema
- Amore a prima vista, regia di Vincenzo Salemme (1999)
- Mari del sud, regia di Marcello Cesena (2000)
- Dentro la città, regia di Andrea Costantini (2004)
- Un'estate al mare, regia di Carlo Vanzina (2008)
- Tatanka, regia di Giuseppe Gagliardi (2011)
- Frammenti, regia di Emanuele Michetti (2012)
- L'ultimo giorno di primavera, regia di Gabriele Pignotta (2012)
- E io non pago, regia di Alessandro Capone (2012)
- Voti, regia di Carlo Guitto (2012)
- Guado, regia di Emilio Carbone (2013)
- I romantici, regia di Gianni Costantino (2014)
- The Bloody Rhyme, regia di Salvatore Vitiello (2014)
- Derelitto e castigo, regia di Tina Guacci (2014)
- Si accettano miracoli, regia di Alessandro Siani (2014)
- Fratelli di sangue, regia di Pietro Tamaro (2015)
- Ma che bella sorpresa, regia di Alessandro Genovesi (2015)
- Il vuoto, regia di Raffaele Verzillo (2015)
- Voci di cortile, regia di Alice Corà (2015)
- Natale col boss, regia di Volfango De Biasi (2015)
- Troppo napoletano, regia di Gianluca Ansanelli (2016)
- Il nostro segreto, regia di Letizia Lamartire (2016)
- La coppia dei campioni, regia di Giulio Base (2016)
- La tenerezza, regia di Gianni Amelio (2017)
- Veleno, regia di Diego Olivares (2017)
- Caccia al tesoro, regia di Carlo Vanzina (2017)
- Il Regno, regia di Francesco Fanuele (2018)
- 10 giorni senza mamma, regia di Alessandro Genovesi (2018)
- Brave ragazze, regia di Michela Andreozzi (2018)
- Compromessi sposi, regia di Francesco Miccichè (2018)
- E noi come stronzi rimanemmo a guardare, regia di Pif (2021)
- Il bambino nascosto, regia di Roberto Andò (2021)
- Anima bella, regia di Dario Albertini (2021)
- Toilette Regia Gabriele Pignotta (2022)
- New Life, regia di Ivan Polidoro (2023)
- Succede anche nelle migliori famiglie, regia di Alessandro Siani (2024)
- Finalmente l'alba, regia di Saverio Costanzo (2023)
- Il mio regno per una farfalla, regia di Sergio Assisi (2024)
- Io e te dobbiamo parlare, regia di Alessandro Siani (2024)

### Televisione
- Incantesimo – serie TV, 1 episodio (2001)
- Gente di Mare – serie TV, episodio 2x9 (2004)
- La squadra 8 – serie TV (2007)
- Piloti – serie TV (2008)
- I delitti del cuoco – serie TV, episodio 2 (2010)
- Il clan dei camorristi – serie TV, vari episodi (2012)
- Le mani dentro la città – serie TV (2013)
- Per amore del mio popolo – serie TV (2014)
- Tutti insieme all'improvviso – serie TV, 1 episodio (2015)
- Rimbocchiamoci le maniche – serie TV (2015)
- I bastardi di Pizzofalcone – serie TV (2017)
- 1993 – serie TV (2017)
- Sirene – serie TV (2017)
- Carosello Carosone, regia di Lucio Pellegrini – film TV (2021)
- Svegliati amore mio, regia di Simona Izzo e Ricky Tognazzi – miniserie TV, 3 episodi (2021)
- Nero a metà, regia di Claudio Amendola – serie TV, episodio 3x03 (2022)
- Le fate ignoranti, regia di Ferzan Özpetek (2022)
- Il commissario Ricciardi – serie TV, episodio 2x01 (2023)
- La Storia, regia di Francesca Archibugi – serie TV (2024)
- Se potessi dirti addio, regia di Simona Izzo e Ricky Tognazzi – miniserie TV, 3 episodi (2024)
- Libera, regia di Gianluca Mazzella – serie TV, episodi 1x01-1x03-1x08 (2024)
- Roberta Valente Notaio in Sorrento - Serie TV Regia Vincenzo Pirozzi
- La Preside serie TV Regia Luca Miniero

### Pubblicità
- IP italiana Petroli 2000
- Focaccia Buitoni, regia di Alessandro D'Alatri
- Cambiare è saggio (TeleTu), regia di Daniele Luchetti
- Per sempre (TeleTu), regia di Daniele Luchetti
- Pizza Bella Napoli (Buitoni), regia di Alessandro Genovesi